# Shirley Kwan
Shirley Kwan, Kwan Suk'E o Kwan Suk Yee (chino simplificado: 关淑怡, chino tradicional: 關淑怡, pinyin: Guan Shuyi, nacida 15 de agosto de 1966) es una cantante cantopop de Hong Kong. Saltó a la fama en 1989 como una sensación del género pop con su primer hit titulado, "Happy Are Those In Love" (難得有情人) y se hizo popular en toda la primera mitad de los años 90. Ella es conocida por su distintivo estilo vocal entrecortada, conocida igualmente por interpretar baladas pop de manera más alternativa. 
Después de un paréntesis de diez años a finales de los años 90, ella retornó a los escenarios en 2005 y es una de las cantantes más aclamadas, por mantenerse activa en la escena musical de Hong Kong.

## Biografía
Kwan nació en Hong Kong, hija de una familia media acomodada. A los 15 años, se mudó a Los Ángeles, California en los Estados Unidos, donde estudió diseño de moda y más adelante en la universidad. Kwan tuvo su primer contacto con un centro de atención en 1986, cuando se convirtió en una de las doce finalistas difundida por la red TVB en el programa "New Talent Singing Awards", junto con Andy Hui y Leon Lai, pero perdió en la competencia con ambos. Dos años más adelante, con el apoyo de un amigo, grabó un demo para el prestigioso concurso de canto llamado "Blue Marine", que fue organizado en Japón y fue declarada ganadora. Ella llamó la atención a ejecutivos de los sellos discográficas como Apollon y firmó un contrato, lanzando dos álbumes de música pop en japonés en dos años. Kwan cantó en japonés e inglés, para estos lanzamientos y sobre todo hecho para sus primeras y únicas voces del género rap en la canción  "Borderless".

## Discografía

### En cantonés
| Fecha de lanzamiento | Título                          | Título en inglés              | Medium                           |
| 1989 Mar             | 冬戀                            | Winter Love                   | Album                            |
| 1989 Nov             | 難得有情人                      | Happy Are Those In Love       | Album                            |
| 1990 Feb             | Shirley Kwan Remix              | Shirley Kwan Remix            | Remix Single                     |
| 1990 May             | 真情                            | True Love                     | Album                            |
| 1990 Dec             | 夜迷宮                          | Lost In The Night             | Album                            |
| 1991 Mar             | Montage                         | Montage                       | Compilation                      |
| 1991 Jul             | 金色夏季                        | Golden Summer                 | Album                            |
| 1991 Dec             | 戀一世的愛                      | Love Is Forever               | Album                            |
| 1992 Jul             | 製造迷夢                        | Creating Dreams               | Album                            |
| 1993 Jan             | Montage II                      | Montage II                    | Compilation with new song        |
| 1993 Nov             | 真假情話                        | The Story of Shirley          | Album                            |
| 1993 Nov             | 夢劇場                          | Dream Theatre                 | CD Single                        |
| 1994 Jul             | My Way                          | My Way                        | Album                            |
| 1994 Jul             | 夜靠誰                          | Who Cares For Me In the Night | CD Single                        |
| 1995 Feb             | 'EX' All Time Favourites        | 'EX' All Time Favourites      | Album                            |
| 1995 Jun             | 世途上 新曲+精選                | Journey of Life               | Compilation with New Songs       |
| 1995 Sep             | 難得有一個關淑怡演唱會          | Shirley Kwan in Concert       | Live Recordings (CD/VCD/LD/DVD)  |
| 1997 Apr             | 心靈相通 新曲+精選              | Connection                    | Compilation with New Songs       |
| 1998 Jan             | eZONE                           | eZone                         | EP                               |
| 2005 Dec             | 關於我                          | About Me                      | CD Single                        |
| 2006 Feb             | Shirley Kwan 關淑怡             | Shirley Kwan Suk'e            | EP (AVCD)                        |
| 2006 Feb             | All About Shirley 關淑怡 完全集 | All About Shirley             | Compilation (3CD+Karaoke DVD)    |
| 2006 Jun             | 關於我 關淑怡演唱會             | Being Shirley On Stage        | Live Recordings (CD/VCD/DVD/UMD) |
| 2009 Feb             | 關淑怡演唱會2008                | unexpected SHIRLEY KWAN       | Live Recordings (CD/VCD/DVD/UMD) |
| 2009 Jun             | Shirley's Era                   | Shirley's Era                 | Album                            |

### En mandarín
| Fecha de lanzamiento | Título                   | Título en inglés         | Medium      |
| 1994 Apr             | 難得有情人               | Happy Are Those In Love  | Album       |
| 1995 Mar             | 'EX' All Time Favourites | 'EX' All Time Favourites | Album       |
| 1995 Jul             | 亂了                     | Confused                 | Album       |
| 1996 Dec             | 迷戀 關淑怡精選集        | Obsession                | Compilation |
| 2001 Dec             | 冷火                     | Freezing Flame           | Album       |

### En japonés
| Fecha de lanzamiento | Título                   | Título en inglés     | Medium       |
| 1989 Nov             | Anata no Tameni          | Because of You       | 3' CD Single |
| 1989 Nov             | Say Goodbye              | Say Goodbye          | Album        |
| 1990 Jul             | ホノルル・シティ・ライツ | Honolulu City Lights | 3' CD Single |
| 1990 Jul             | Borderless               | Borderless           | Album        |
| 1990 Sep             | さよなら、こんにちわ     | Goodbye, Hello       | 3' CD Single |

### Filmografía
| Fecha de lanzamiento | Título                                                              | Título en inglés                                       | Personaje                                                                              |
| 1992                 | 九二神鵰之痴心情長劍                                                | Saviour of the Soul II                                 | Supporting Actress                                                                     |
| 1994                 | 鐵拳無敵孫中山                                                      | The Invincible Dr Sun                                  | Cameo Appearance                                                                       |
| 1996                 | 廢話小說                                                            | Out of the Blur (silent, short feature film)           |                                                                                        |
| 1997                 | 春光乍洩, 收錄於「攝氏零度．春光再現」/「布宜諾斯艾利斯之攝氏零度」 | Buenos Aires Zero Degree: The Making of Happy Together | Leading Lady; All scenes deleted from Happy Together, but included in this documentary |